# Saint-Martin-d’Uriage
Saint-Martin-d’Uriage – miejscowość i gmina we Francji, w regionie Owernia-Rodan-Alpy, w departamencie Isère.
Według danych na rok 1990 gminę zamieszkiwało 3678 osób, a gęstość zaludnienia wynosiła 124 osób/km² (wśród 2880 gmin regionu Rodan-Alpy Saint-Martin-d’Uriage plasuje się na 240. miejscu pod względem liczby ludności, natomiast pod względem powierzchni na miejscu 227.).